# Sannar (prowincja)
Sannar (arab. سنار Sannār) – prowincja we wschodnim Sudanie.
W jej skład wchodzą 3 dystrykty:
1. Sannar
2. Sindża
3. Dindar